# Sistema horario de 24 horas

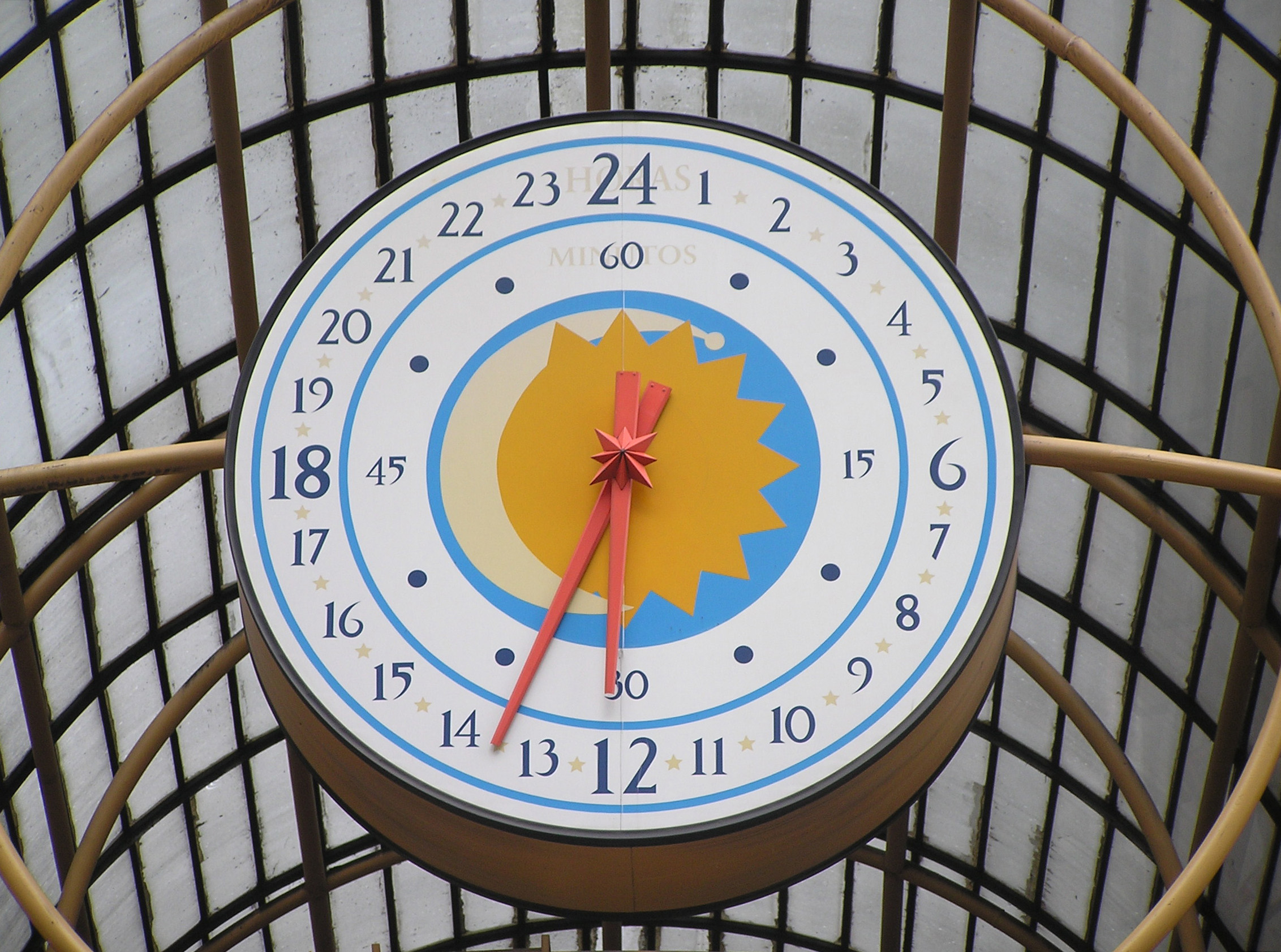
Un reloj público de 24 horas en Curitiba, Brasil, con la manecilla de la hora en el exterior y la manecilla de los minutos en el interior

Mapa mundial que muestra el uso del reloj de 12 o 24 horas en diferentes países
24 horas
24 horas (12 horas oralmente)
Ambos
12 horas

El sistema horario de 24 horas es una convención de medición del tiempo en la que el día se desarrolla de medianoche a medianoche y está dividido en 24 horas, indicado por la cantidad de horas contadas a partir de la medianoche, de 0 a 23 (aunque la medianoche también suele anotarse con 24 en lugar de 0). Este sistema es el sistema de notación de tiempo más utilizado en el mundo actualmente.
Sin embargo, el sistema horario de 12 horas es el predominante en unos pocos países, particularmente Australia, Canadá (excepto Quebec), Costa Rica, el Reino Unido,  India, Nueva Zelanda, las Filipinas, los Estados Unidos, Pakistán, Venezuela y la República Dominicana. En muchos países son usados ambos sistemas, aunque, el sistema de 12 horas es usado principalmente en la comunicación oral por su facilidad de uso, mientras que el sistema de 24 horas es preferido en las comunicaciones escritas.
El sistema de 24 horas es también popularmente referido como horario militar u horario astronómico en Estados Unidos, Canadá, Australia y Nueva Zelanda (aunque raramente).
En ciertas regiones del mundo, es llamado horario ferroviario u horario continental. Es también el estándar internacional de notación de tiempo (ISO 8601).
En la práctica de la medicina, el sistema horario de 24 horas es usado generalmente en la documentación relacionada con el cuidado del paciente, ya que excluye ambigüedades sobre el momento en el que ocurrieron los eventos de la historia clínica del paciente.

## Comparación de los sistemas horarios de 12 y de 24 horas
| 12 horas | 12:00 a. m. 12 a. m. medianoche           | 12:01 a. m.   | 12:59 a. m.   | 1:00 a. m. 1 a. m. | 2:00 a. m. 2 a. m. | … | 10:00 a. m. 10 a. m. | 11:00 a. m. 11 a. m. | 11:59 a. m.   | 12:00 p. m. 12 p. m. mediodía | 12:01 p. m.   | 12:59 p. m.   | 1:00 p. m. 1 p. m. | 2:00 p. m. 2 p. m. | … | 10:00 p. m. 10 p. m. | 11:00 p. m. 11 p. m. | 11:59 p. m.   |
| 24 horas | 00:00 00:00 h 24:00 (raro) 24:00 h (raro) | 00:01 00:01 h | 00:59 00:59 h | 01:00 01:00 h      | 02:00 02:00 h      | … | 10:00 10:00 h        | 11:00 11:00 h        | 11:59 11:59 h | 12:00 12:00 h                 | 12:01 12:01 h | 12:59 12:59 h | 13:00 13:00 h      | 14:00 14:00 h      | … | 22:00 22:00 h        | 23:00 23:00 h        | 23:59 23:59 h |

## Historia

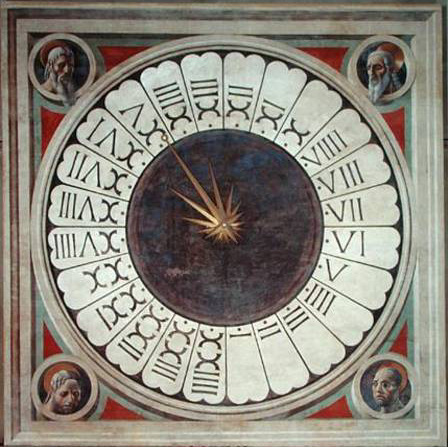
Raro ejemplar de reloj analógico de 24 horas. La faz con los cuatro profetas/evangelistas (1443) es obra de Paolo Uccello (Catedral de Florencia)

El sistema horario de 24 horas ha sido utilizado durante siglos, principalmente por científicos, astrónomos, navegantes y horologistas. Hasta nuestros días han sobrevivido varios relojes que utilizan el sistema de 24 horas, incluidos el famoso Orloj en Praga, y el reloj Shepherd de la puerta en el Real Observatorio de Greenwich.
Los ejércitos del Reino Unido y Canadá comenzaron a usar el sistema horario de 24 horas a fines de 1917. Previamente, las órdenes militares eran redactadas usando los sufijos "a. m." y "p. m.".
En el Reino Unido, el uso del sistema horario de 24 horas en la vida cotidiana ha crecido a ritmo constante desde comienzos del siglo XX. En 1934, la Radio Times cambió a este sistema para la guía de programación. El experimento fue interrumpido después de cinco meses de protestas generalizadas de los lectores, y ha utilizado el sistema horario de 12 horas desde entonces. Más recientemente, las previsiones meteorológicas televisivas de la BBC Weather usaron el sistema horario de 12 horas varios meses en 2005, después de su renovación gráfica. Sin embargo, luego de las reclamaciones del público, se restableció el uso de la notación de 24 horas.

## Imágenes
|  |  |  |